# Platysoma euphorbiae
Platysoma euphorbiae är en skalbaggsart som beskrevs av Henri de Peyerimhoff 1925. Platysoma euphorbiae ingår i släktet Platysoma och familjen stumpbaggar. Inga underarter finns listade i Catalogue of Life.